# Menden (Sauerland)
Menden település Németországban, azon belül Észak-Rajna-Vesztfália tartományban. Lakosainak száma 52 177 fő (2023. december 31.). Menden Hemer, Arnsberg, Balve és Iserlohn községekkel határos.

## Fekvése
Saarlandon, a Hönne völgyében, Hagentől északkeletre fekvő település.

## Története

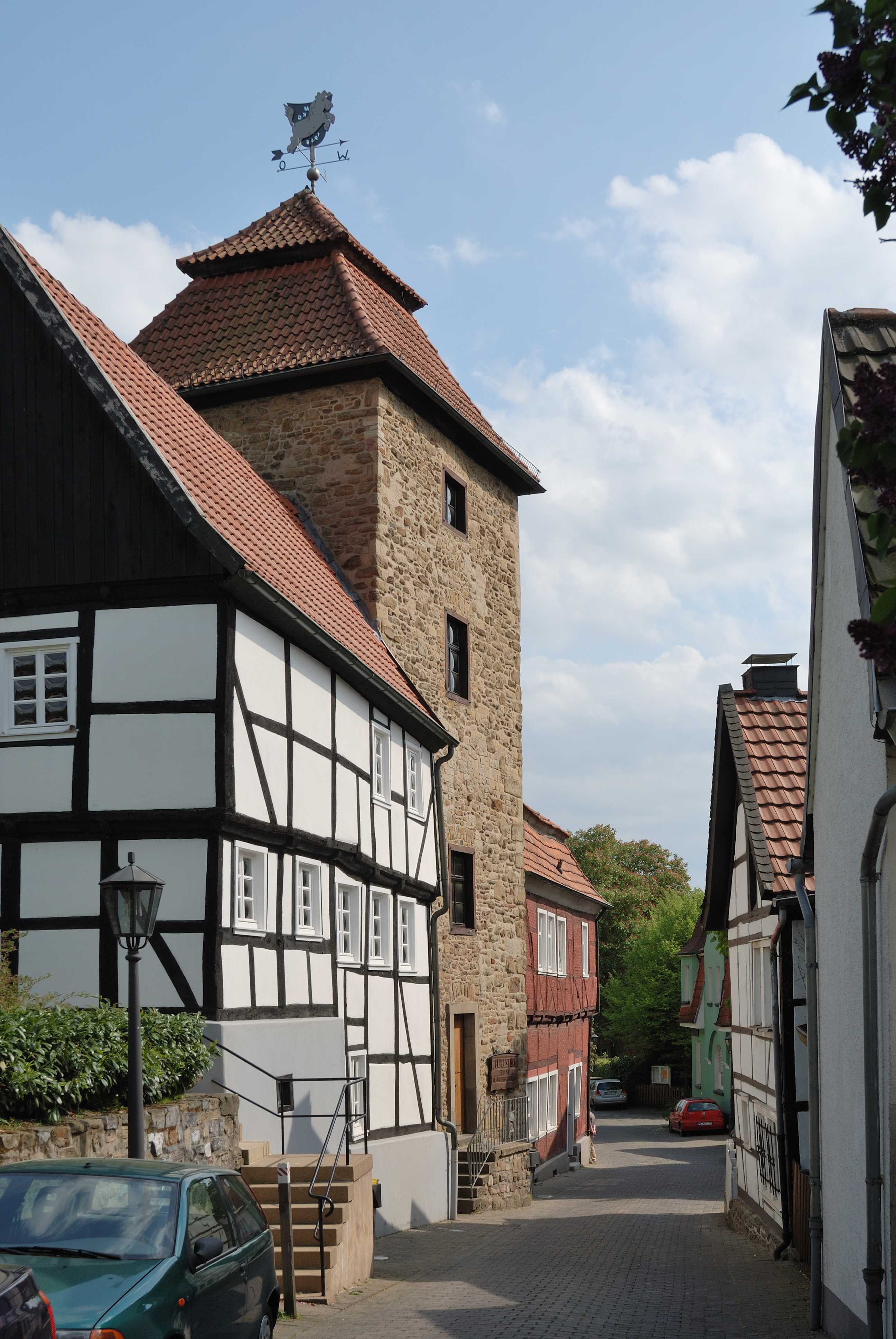

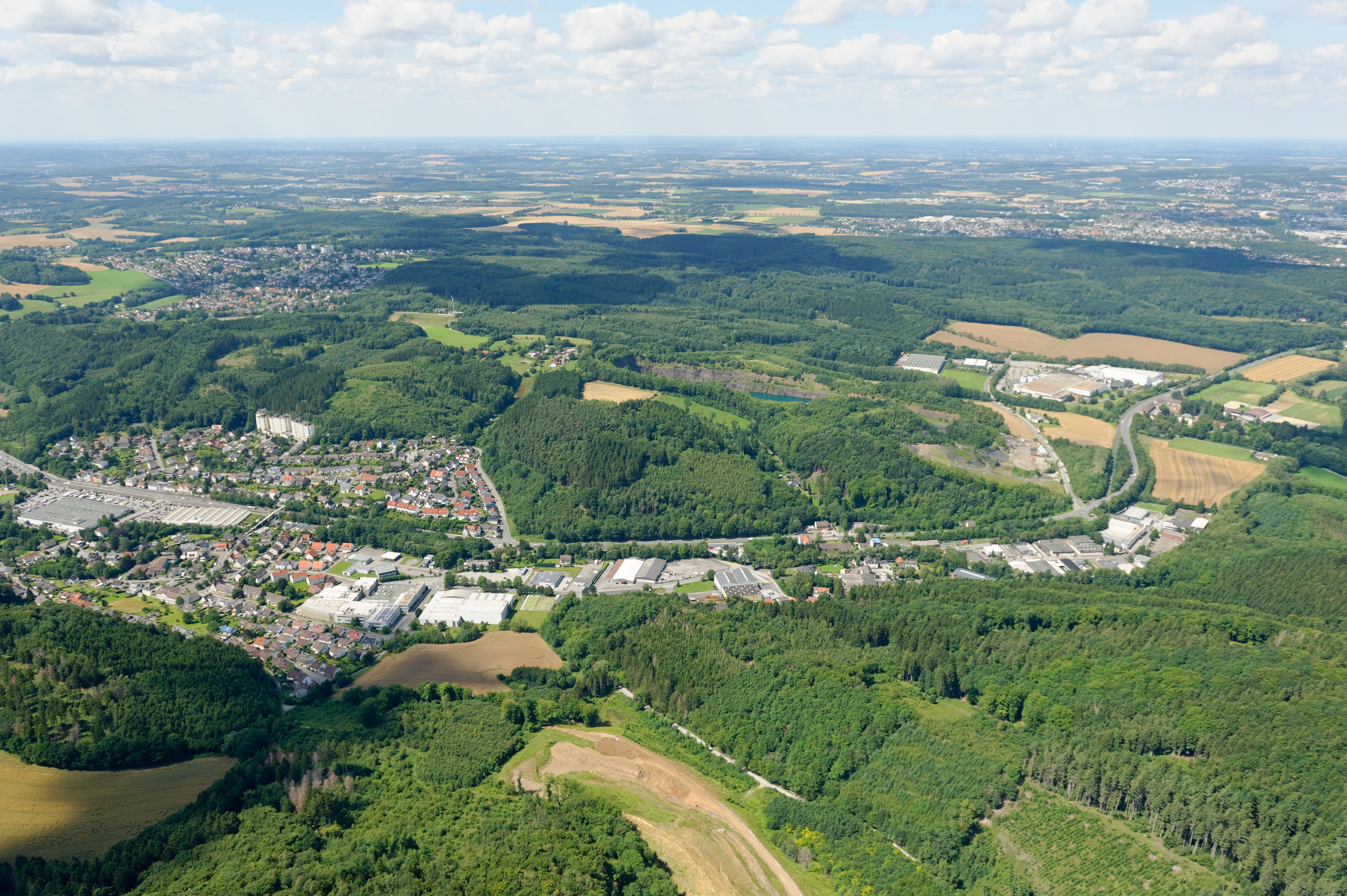
A város és környéke légifelvételről

Menden a vestfáliai hercegség egyik legrégebbi települése, 1276-ban megkapta a városi rangot is.
A várost és 1300-ban épült várát 1344-ben lerombolták, majd 1347-ben kezdték újjáépíteni.
A további évszázadokban többször is tűzvész pusztította. Az 1800-as években lett iparváros.
Érdekesek az óvárost egykor körülvevő falak maradványai, az erődtornyok, régi polgárházai, valamint a 14. századból való Szt. Vince templom is.

## Galéria

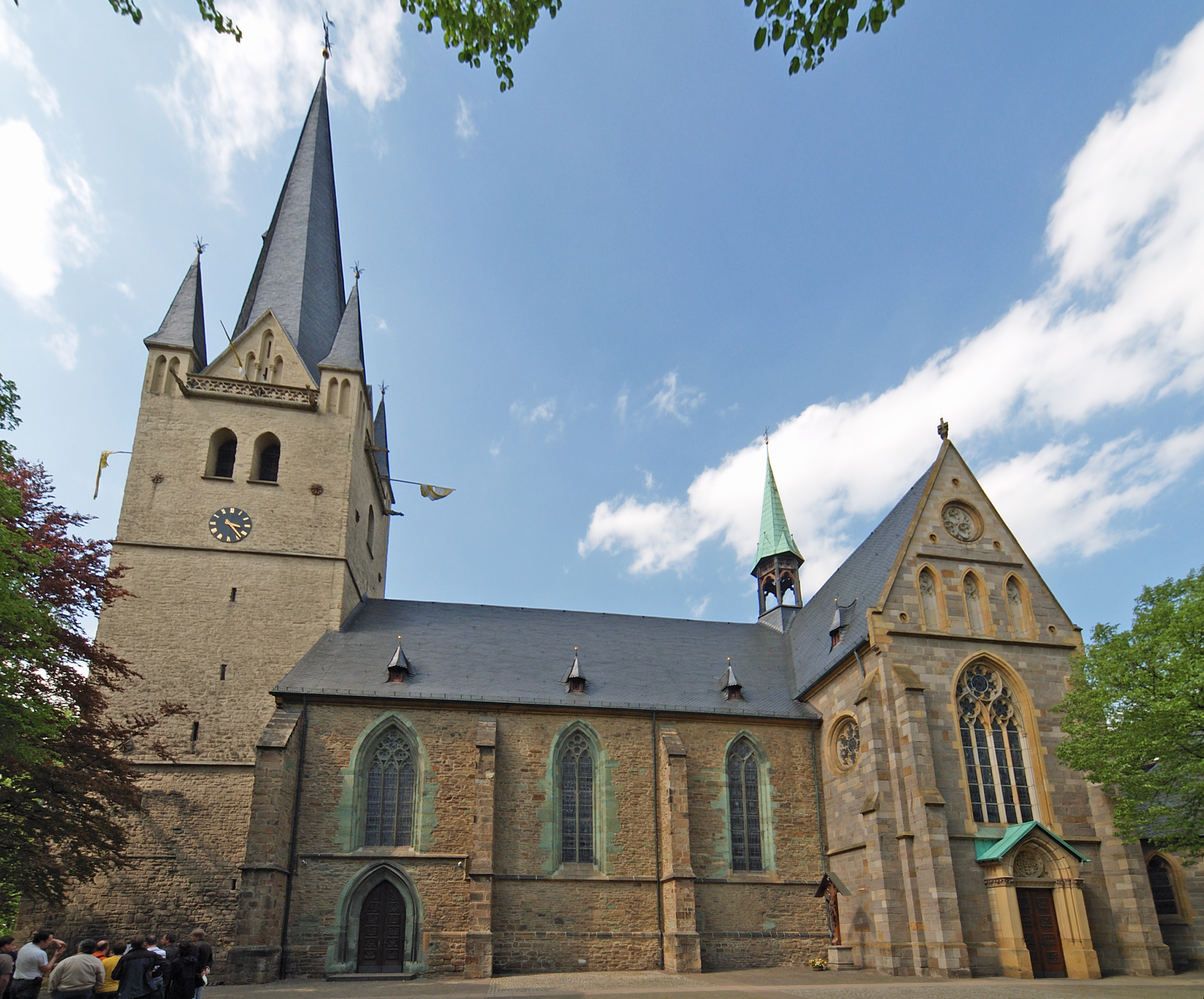
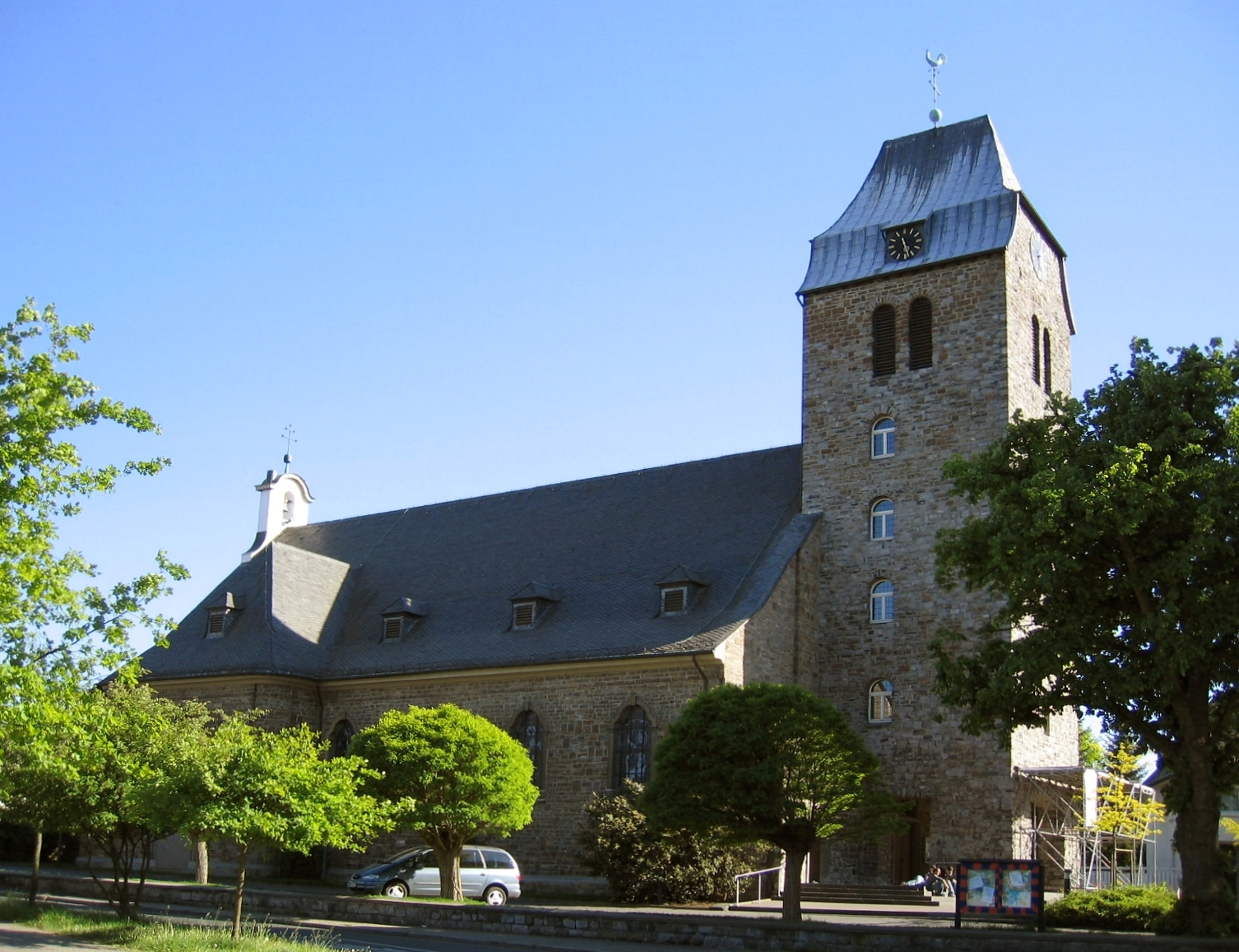
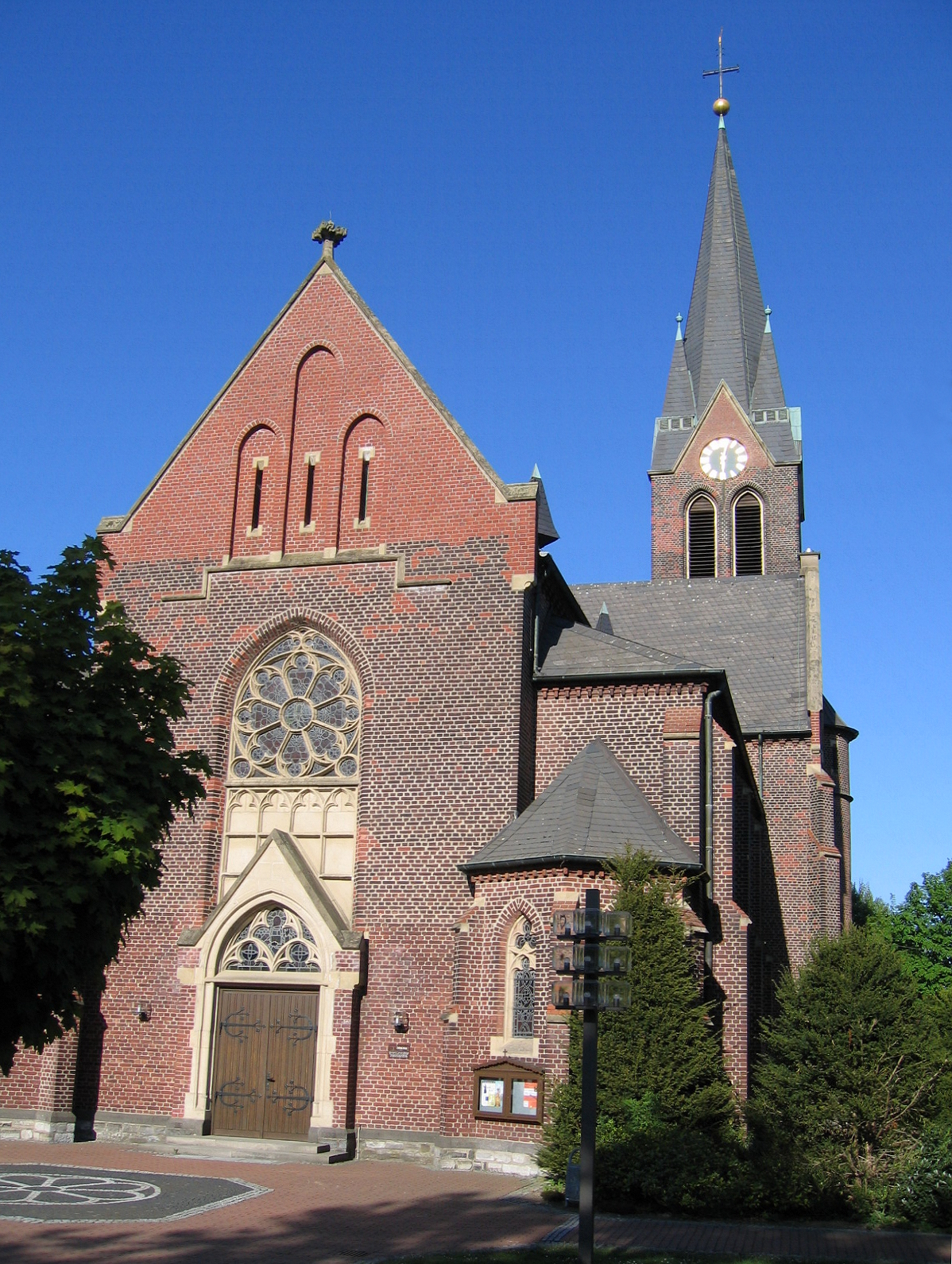
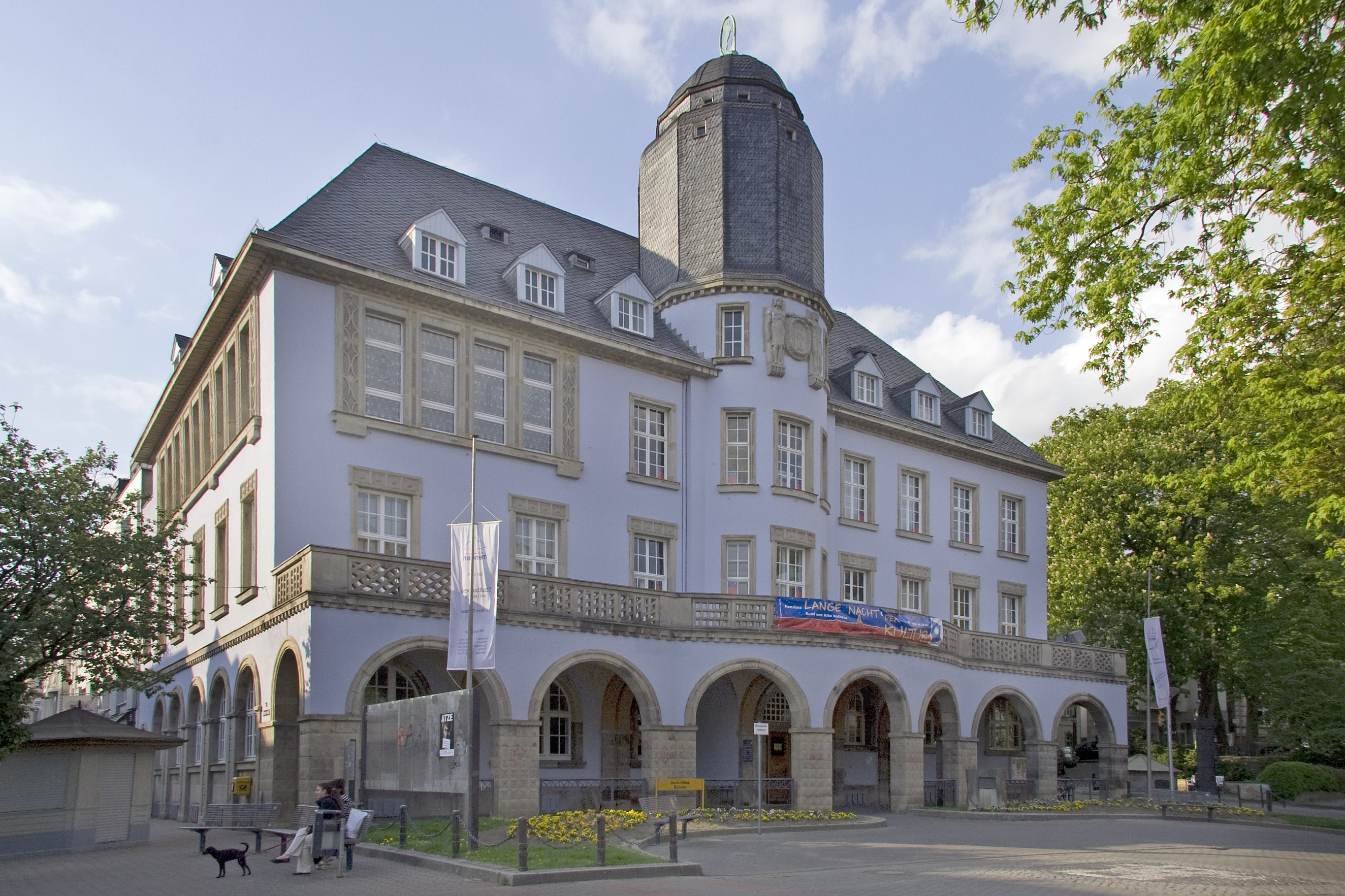
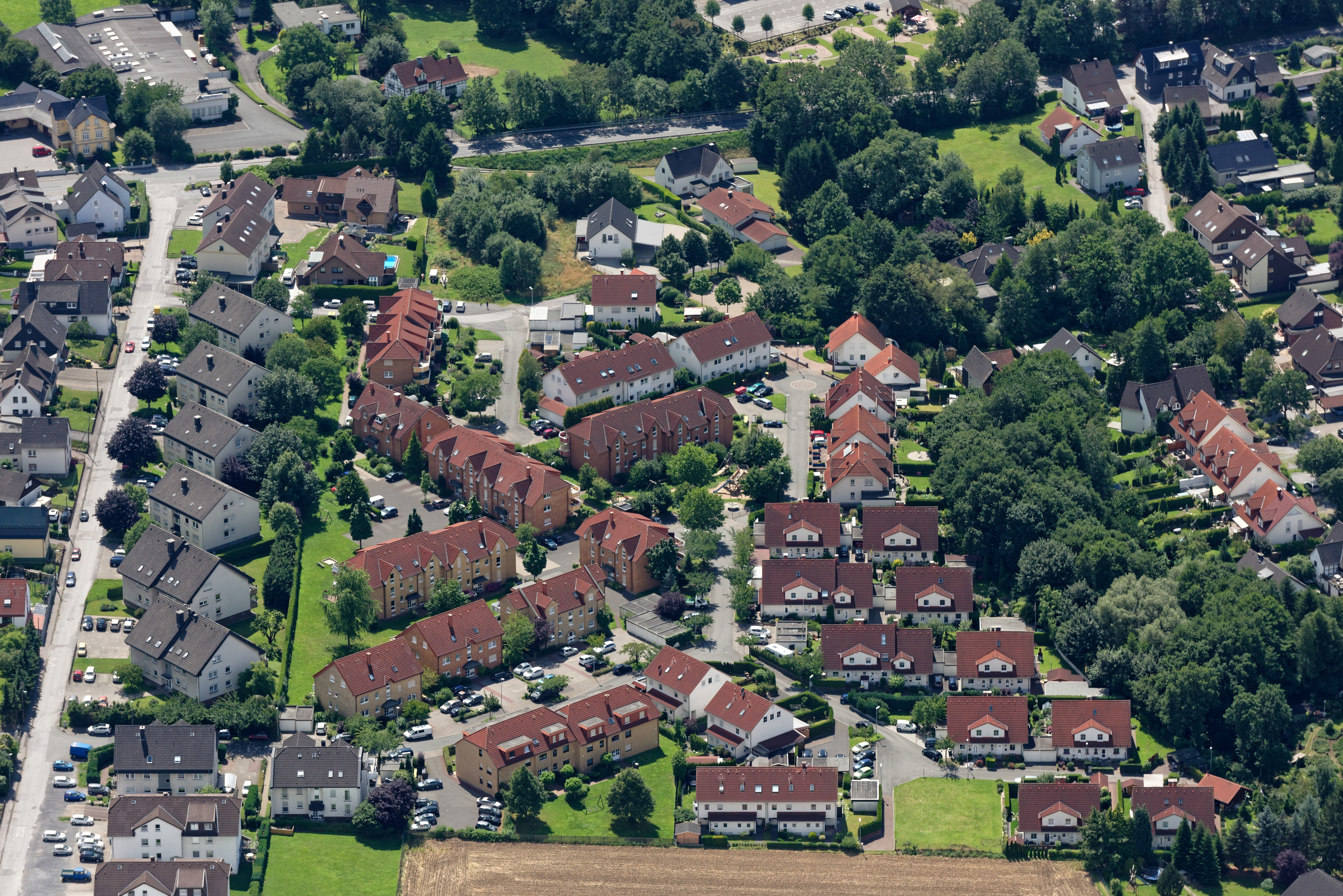
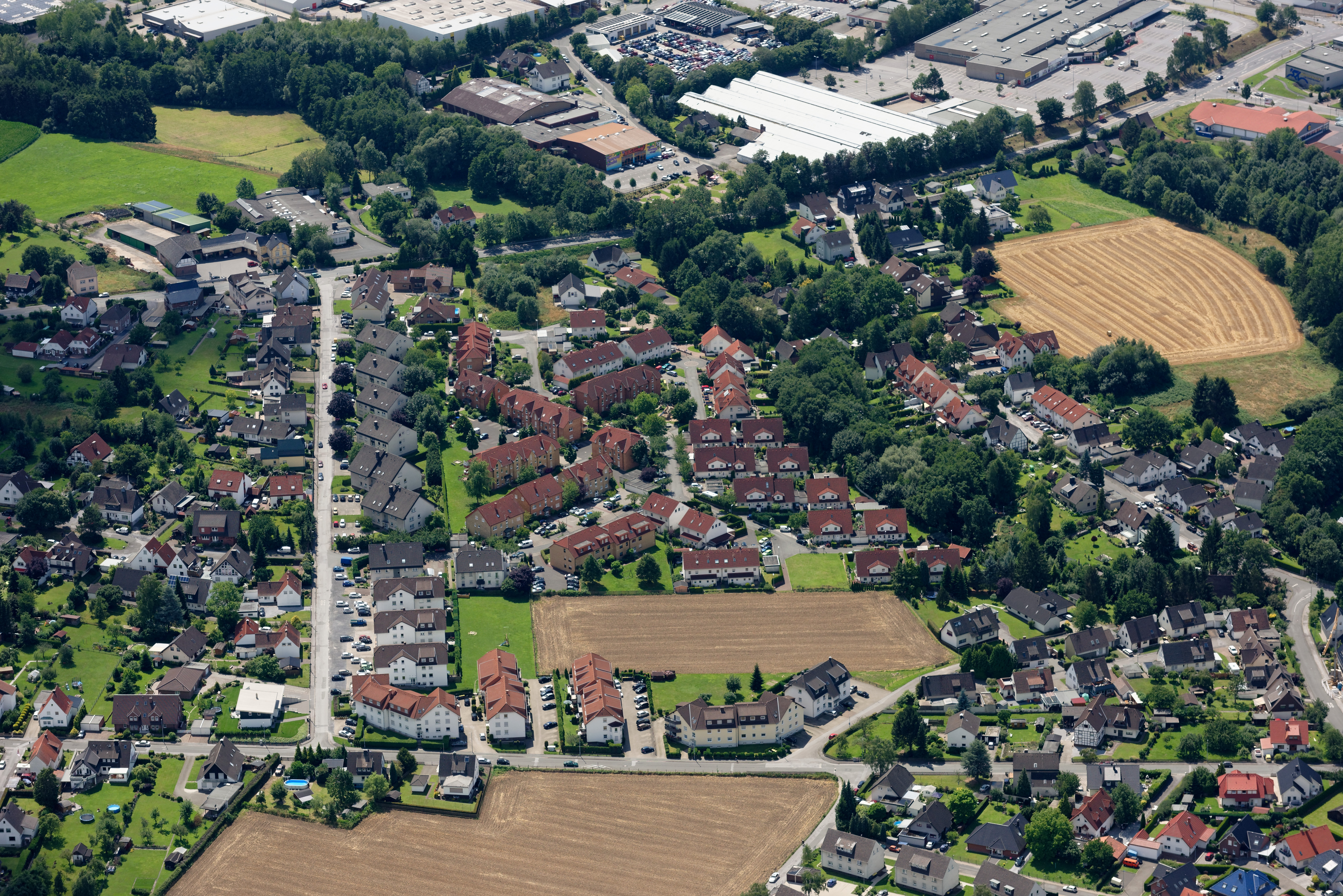
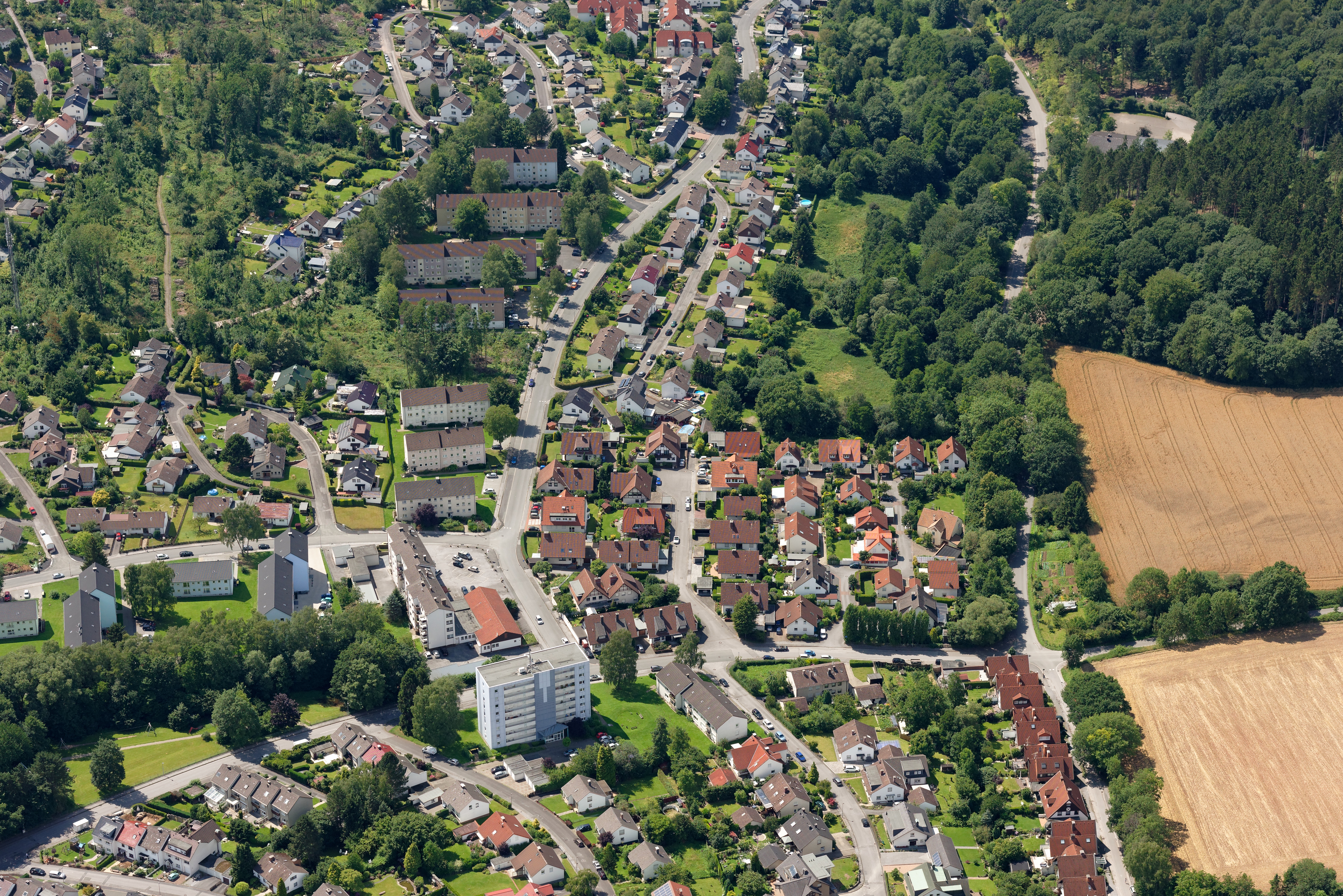
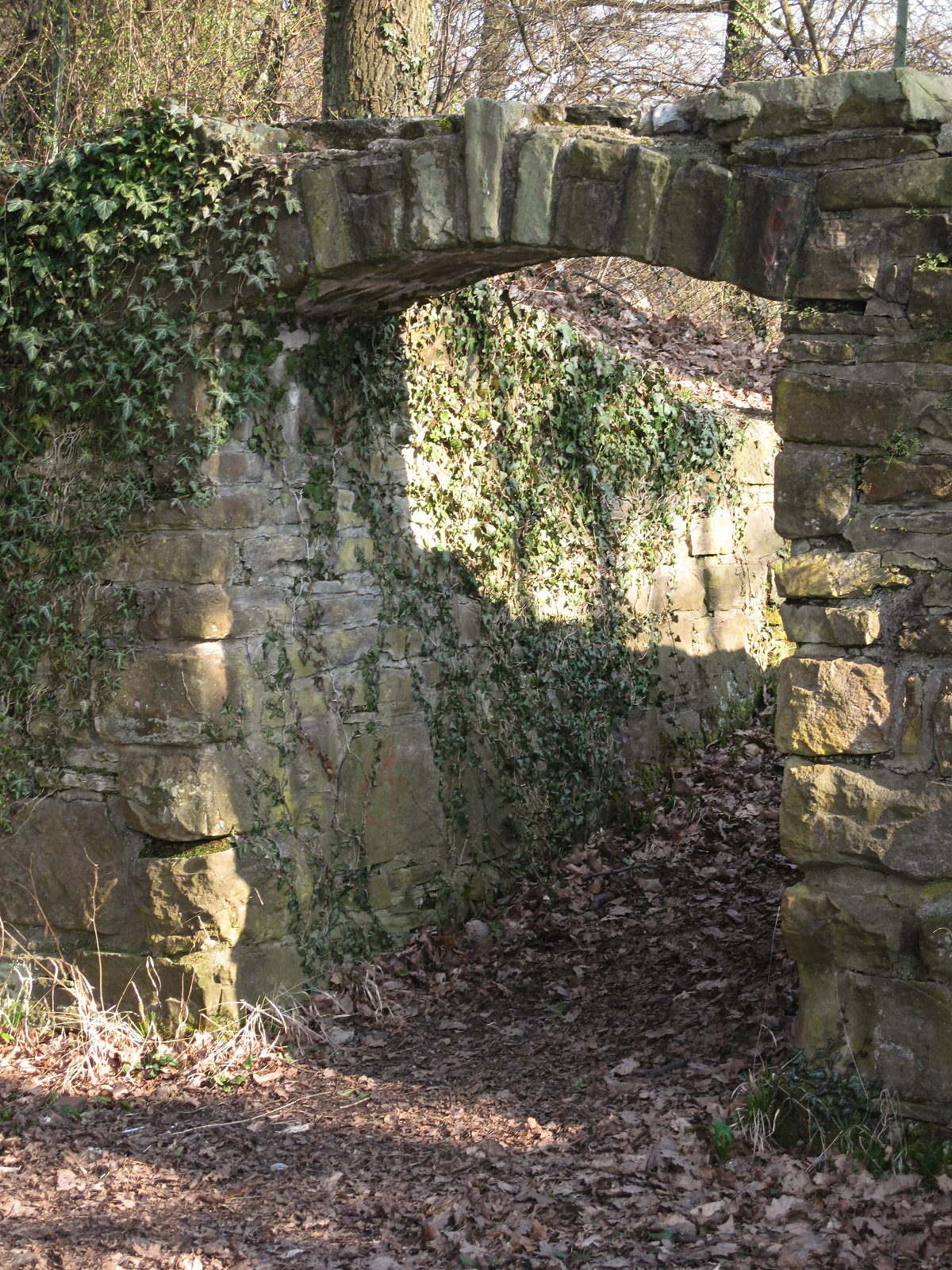
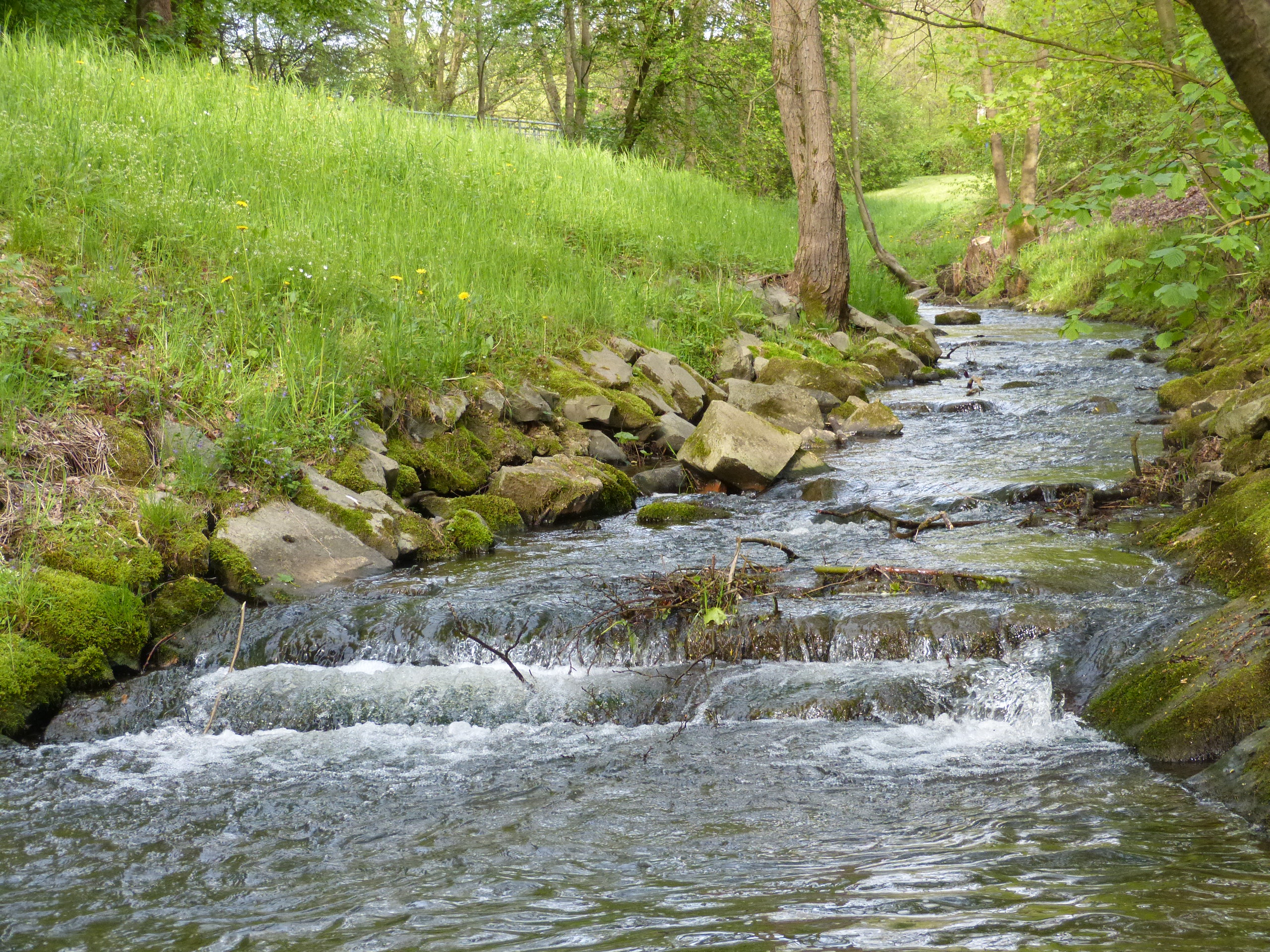

## Nevezetességek
- Szt. Vince templom
- Erődtornyok
- Régi polgárházak